# 盧誕
盧誕，西魏官员、儒学者，本名恭祖，范阳郡涿县人。
曾祖盧晏，博学善隶书，有名于世。在前燕为给事黄门侍郎、营丘成周二郡守。祖父卢寿，太子洗马。燕灭入北魏，为魯郡守。父亲盧叔仁。盧誕被郡辟为功曹，州举秀才，没有应召。初任侍御史，历任輔国将軍、太中大夫、幽州別駕、北豫州都督府長史。大統九年（543年）東魏北豫州刺史高仲密归顺西魏，長安朝廷派遣大将軍李遠赴援，盧恭祖率文武二千余人迎接李遠大军。以功授镇东将軍、金紫光禄大夫，封固安县伯，邑五百户。加散骑侍郎，拜給事黄門侍郎。西魏文帝行幸皇子晋王元謹宅邸，盧恭祖跟随，被賜名为誕。加征東将軍、散騎常侍。宇文泰以盧誕为儒宗学府，为当世所推重，任命他为国子祭酒。進位車騎大将軍、儀同三司。西魏恭帝二年（555年）担任秘书监。後因病去世。